# Batallón 3-16
El Batallón de Inteligencia 3-16 o Batallón 316 fue una unidad del Ejército de Honduras encargada de realizar asesinatos, tortura, y desapariciones contra presuntos opositores políticos del gobierno durante la década de 1980 junto al poco conocido Honduras Imperial. La unidad tuvo varios nombres; su reorganización como "Batallón de inteligencia 3-16" se le atribuye al General Gustavo Álvarez Martínez, nombre que indicaba el servicio de la unidad a 3 unidades militares y a 16 batallones del ejército hondureño.
Sus miembros recibieron entrenamiento y apoyo de la Agencia Central de Inteligencia de Estados Unidos tanto en Honduras como en ubicaciones secretas en territorio estadounidense. Al menos 19 de sus miembros se graduaron en el Instituto del Hemisferio Occidental para la Cooperación en Seguridad. También recibieron entrenamiento del Batallón de Inteligencia 601 de Argentina y de Chile.

## Historia
De acuerdo a la ONG, COFADEH (Comité de Familiares Desaparecidos en Honduras), el batallón fue creado en 1979 con el nombre "Grupo de los 14". En 1982, su nombre cambió a Dirección de Investigación Especial, comandado por el Señor Diez. Su nombre cambió a "Batallón de Inteligencia 3-16" en 1982, según requerimientos de desclasificación de documentos estadounidenses hechos por el Comisionado Nacional de los Derechos Humanos en Honduras y en 1984 según COFADEH. Su organización como Batallón 3-16 se le atribuye al General Gustavo Álvarez Martínez, con el apoyo de Estados Unidos y de asesores argentinos. Y desde 1987 hasta al menos 2002, se le llamó Rama de Inteligencia y Contrainteligencia.

### Conexiones con Argentina
Ciga Correa, agente del Batallón de Inteligencia 601 del Ejército Argentino fue reconocido como uno de los entrenadores del Grupo de los Catorce. Posteriormente, el coronel Gustavo Álvarez Martínez, graduado del Colegio Militar de la Nación en 1961, era jefe de los servicios de inteligencia hondureños (FUSEP) al momento de la creación del Batallón 3-16, conformado a semejanza del Batallón 601, y con el cual los argentinos colaboran de forma indirecta. A finales de 1981 (durante la guerra sucia argentina), después de una fuerte inversión a la base argentina en Honduras, llegaron más de 150 oficiales argentinos a ese país. Los militares argentinos tenían su centro de operaciones de estado mayor en una finca llamada "La Quinta", además de varias bases de entrenamiento, entre ellas las de Lepaterique y Quilalí; todo ello como parte de una serie de operaciones de entrenamiento que recibieron el nombre clave de Operación Charly. Los argentinos pusieron a disposición del Batallón 316 a un escuadrón de la muerte dirigido por el Coronel "El chino" Lau, especialista en asesinatos y torturas. Con la crisis provocada por la guerra de las Malvinas, la CIA se hace cargo de todas las operaciones, aunque los argentinos continuaron operando hasta 1984 y algunos hasta 1986. También la Escuela de Mecánica de la Armada (ESMA) envió colaboradores y oficiales especializados en interrogatorios; entre ellos, Roberto Alfieri González, que sirvió en la guardia nacional de El Salvador, Guatemala y Honduras, país donde fue detenido por extorsión y asesinato.

### Conexiones con Estados Unidos
A principios de 1984, agentes del Batallón 3-16, trabajando de cerca con agentes de la CIA, detuvieron a cientos de activistas izquierdistas, incluyendo estudiantes, maestros, unionistas y presuntos guerrilleros. Los miembros de la unidad se disfrazaban con ropas y a veces con máscaras, pelucas y barbas y bigotes falsos. Armados con subfusiles Uzis, vigilaban a sus víctimas, las secuestraban y se las llevaban en carros paila doble cabina con ventanas pintadas y placas robadas, muchas veces a plena luz del día, en presencia de varios testigos. Los capturados eran llevados a prisiones secretas donde eran desnudados, atados de manos y pies y se les vendaba los ojos, y donde se les torturaba psicológica y físicamente. Sus prácticas incluían electrochoques, inmersión en agua y sofocación.
El caso más notable fue el de Inés Murillo, quien en 1983 y con 24 años de edad fue secuestrada y torturada por 78 días, y según relata, frecuentemente en presencia del consejero de la CIA, el Sr. Mike, quien le había hecho preguntas. En su testimonio de junio de 1988, Richard Stolz, entonces director sustituto de operaciones, confirmó que la CIA había visitado la prisión donde se encontraba Murillo. Stolz junto a exmiembros del batallón confirmaron también el entrenamiento a miembros del Batallón, encabezado por un agente de la CIA conocido como Sr. Bill. También un informante que desertó del Batallón 3-16 afirmó que el Padre James Carney fue ejecutado por órdenes del General Álvarez, en presencia del oficial de la CIA, el Señor Mike. 10 años después, un experimentado oficial del Departamento de Estado admitió en privado el papel de los Estados Unidos en las desapariciones: "La luz verde era mata un comunista", "todos guiñaban y asentían", dijo.
El embajador de Estados Unidos en esa época, John Negroponte, se reunió en múltiples ocasiones con el General Gustavo Álvarez Martínez. En el resumen de documentos estadounidenses desclasificados mostrando los telegramas enviados y recibidos por Negroponte, el National Security Archive afirma que «el reporte de atrocidades a los derechos humanos» cometidos por el Batallón 3-16 está «visiblemente ausente del tráfico de cables» y que «los cables de Negroponte no reflejan ninguna protesta, o siquiera una discusión de estos temas durante sus muchas reuniones con el General Álvarez, sus sustitutos y el presidente de Honduras Roberto Suazo. Los cables liberados tampoco contienen ningún reporte a Washington sobre los abusos a derechos humanos que estuvieron ocurriendo.» Asimismo, Negroponte afirma que no existía una política gubernamental de violación a los derechos humanos y que el nunca miró al Batallón 3-16 involucrado en actividades de escuadrones de la muerte.
Mediante leyes para la libertad de la información se han hecho esfuerzos para obtener documentación relacionada al papel de los Estados Unidos respecto al Batallón 3-16. El 3 de diciembre de 1996, miembros del Congreso de los Estados Unidos le pidieron al Presidente Bill Clinton la «completa y expedita desclasificación de todos los documentos pertenecientes a violaciones a los derechos humanos en Honduras» y aseguraron que «el gobierno de Estados Unidos ayudó a establecer, entrenar y equipar al Batallón 3-16, unidad militar que fue responsable del secuestro, la tortura y el asesinato de al menos 184 hondureños estudiantes, profesores, periodistas, activistas de derechos humanos, entre otros, en los 1980s.»

## Nombramientos en cargos públicos
En la administración de Roberto Reina, el exmiembro del Batallón 3-16, Álvaro Romero fue jefe de la Guardia de Honor Presidencial, y en la de José Azcona del Hoyo (1986-1990) se desempeñó como embajador de Honduras en Nicaragua. En 2002, COFADEH aseguró que muchos agentes 3-16 activos o retirados habían sido incluidos como asesores de inteligencia en la Policía Nacional de Prevención.
En la administración de Manuel Zelaya (2006-2009), siete antiguos miembros del Batallón 3-16 ocuparon importantes cargos: Álvaro Romero como Ministro de Seguridad y Billy Joya como su asesor de seguridad, Erick Sánchez como asesor presidencial para montar un sistema de inteligencia presidencial, además de Onofre Oyuela Oyuela, Napoleón Nassar Herrera, Vicente Rafael Canales Nuñez, Salomón Escoto Salinas y René Maradianga Panchamé. Luego del golpe de Estado contra Zelaya, trascendió que Joya se desempeñaba como asesor de seguridad nacional del gobierno de facto de Roberto Micheletti, lo cual Joya atribuye a una campaña mediática orquestada por la canciller del gobierno zelayista, Patricia Rodas. El mismo Zelaya dijo que el Batallón 3-16 continuaba operando con diferente nombre, torturando personas para crear temor entre la población, y que estaba dirigido por el señor Joya. En adición, Nelson Willy Mejía Mejía fue nombrado por Micheletti, Director de Migración y Extranjería, y Napoleón Nassar Herrera como uno de los designados por la Secretaría de Seguridad para dialogar con manifestantes durante la crisis posterior al golpe.